# Opius dizygomyzae
Opius dizygomyzae är en stekelart som beskrevs av Fischer 1965. Opius dizygomyzae ingår i släktet Opius och familjen bracksteklar. Inga underarter finns listade i Catalogue of Life.